# Nowiny (Babidół)
Nowiny (kaszb. Nowinë, niem. Neuheit) – przysiółek wsi Babidół w Polsce położony w województwie pomorskim, w powiecie gdańskim, w gminie Kolbudy. 
Przysiółek wchodzi w skład sołectwa Babidół.
W latach 1975–1998 miejscowość administracyjnie należała do województwa gdańskiego. Do 1918 r. wieś była częścią powiatu kartuskiego.